# Hulisoppinahalli, Koratagere
Hulisoppinahalli là một làng thuộc tehsil Koratagere, huyện Tumkur, bang Karnataka, Ấn Độ.